# 4848 Tutenchamun
4848 Tutenchamun eller 3233 T-2 är en asteroid i huvudbältet som upptäcktes den 30 september 1973 av den nederländsk-amerikanske astronomen Tom Gehrels och det nederländska astronomparet Ingrid van Houten-Groeneveld och Cornelis Johannes van Houten vid Palomarobservatoriet. Den är uppkallad efter de egyptiska faraonen Tutankhamon.
Asteroiden har en diameter på ungefär 22 kilometer och den tillhör asteroidgruppen Hygiea.